# Gmina Krzepice
Die Gmina Krzepice [kʒɛ'pʲitsɛ] ist eine Stadt-und-Land-Gemeinde im Powiat Kłobucki der Woiwodschaft Schlesien in Polen. Ihr Sitz ist die gleichnamige Stadt mit etwa 1450 Einwohnern.

## Geographie
Die Gemeinde liegt im Nordwesten der Woiwodschaft und grenzt an die Woiwodschaft Opole. Częstochowa (Tschenstochau) liegt etwa 35 Kilometer südöstlich. Nachbargemeinden sind Lipie, Olesno, Opatów, Panki, Przystajń, Radłów/Radlau und Rudniki.
Zu den Gewässern gehört die Liswarta mit ihren Zuflüssen.

## Geschichte
Die Landgemeinde wurde 1973 aus Gromadas wieder gebildet. Stadt- und Landgemeinde wurden 1990/1991 zur Stadt-und-Land-Gemeinde zusammengelegt. Ihr Gebiet kam 1975 von der Woiwodschaft Katowice zur Woiwodschaft Częstochowa, der 1952 gegründete Powiat wurde aufgelöst. Zum 1. Januar 1999 kam die Gemeinde zur Woiwodschaft Schlesien und wieder zum Powiat Kłobucki.
Bis 1952 gehörte das Gemeindegebiet zum ehemaligen Powiat Częstochowski. Die Gmina Kuźniczka wurde 1952 in die Landgemeinde Krzepice überführt und 1954 in Gromadas aufgelöst.

## Gliederung
Zur Stadt-und-Land-Gemeinde Kłobuck gehören die Stadt selbst mit den drei Osiedla Krzepice Stare Miasto, Kuźniczka sowie Kuków und sieben Dörfer mit einem Schulzenamt (sołectwo):
- Dankowice
- Lutrowskie
- Podłęże Królewskie
- Stanki
- Starokrzepice
- Zajączki Drugie
- Zajączki Pierwsze

Weitere Orte sind Szarki und der Weiler Zajączki Pierwsze-Ruda.

## Politik

### Bürgermeister
An der Spitze der Verwaltung steht der Bürgermeister. Seit 2014 war dies Krystian Kotynia (PSL), der 2024 nicht mehr antrat. Bei der turnusmäßigen Wahl im April 2024 kam es zu folgendem Ergebni:
- Mateusz Kluba (Wahlkomitee „Freiwillige Feuerwehr in Krzepice“) 57,3 % der Stimmen
- Maciej Mońka (Wahlkomitee „Gemeinsam können wir mehr erreichen – Koalition der Lokalverwaltungen“) 42,7 % der Stimmen

Damit wurde Kluba bereits im ersten Wahlgang zum neuen Bürgermeister gewählt.
Die turnusmäßige Wahl im Oktober 2018 führte zu folgendem Ergebnis:
- Krystian Kotynia (PSL) 64,0 % der Stimmen
- Bogdan Napieraj (PiS) 36,0 % der Stimmen

Damit wurde Amtsinhaber Kotynia bereits im ersten Wahlgang wiedergewählt.

### Stadtrat
Der Stadtrat von Krzepice besteht aus 15 Mitgliedern, die in Einzelwahlkreisen gewählt werden. Die Wahl 2024 führte zu folgendem Ergebnis:
- Wahlkomitee „Der Stadtgemeinde Volkssportverein Liswarta Krzepice“ 42,6 % der Stimmen, 6 Sitze
- Wahlkomitee „Freiwillige Feuerwehr in Krzepice“ 29,0 % der Stimmen, 8 Sitze
- Wahlkomitee „Gemeinsam können wir mehr erreichen – Koalition der Lokalverwaltungen“ 17,5 % der Stimmen, 1 Sitz
- Trzecia Droga (TD) 8,7 % der Stimmen, kein Sitz
- Übrige 2,2 % der Stimmen, kein Sitz

Die Wahl 2018, bei der noch 21 Mandate in Mehrpersonenwahlkreisen vergeben worden waren, führte zu folgendem Ergebnis:
- Wahlkomitee „Freiwillige Feuerwehr in Krzepice“ 35,1 % der Stimmen, 8 Sitze
- Polskie Stronnictwo Ludowe (PSL) 29,0 % der Stimmen, 5 Sitze
- Prawo i Sprawiedliwość (PiS) 27,5 % der Stimmen, 1 Sitz
- Wahlkomitee „Lokale Verwaltungsunion des Landkreises Kłobucki“ 8,4 % der Stimmen, 1 Sitz

## Verkehr
Die Landesstraße DK43 führt von Częstochowa nach Wieluń und in einer Ortsumgehung um den Hauptort der Gemeinde.
An der Eisenbahnstrecke Nr. 181 zwischen Herby Nowe und Wieluń Dąbrowa besteht der Bahnhof Krzepice.
Der nächste internationale Flughafen ist Katowice.